# كاثرين موناغان
كاثرين موناغان (بالإنجليزية: Katherine Monaghan)‏ هي ممثلة بريطانية، ولدت في 1980.

## وصلات خارجية
- كاثرين موناغان على موقع IMDb (الإنجليزية)